# فرانك هاينريش

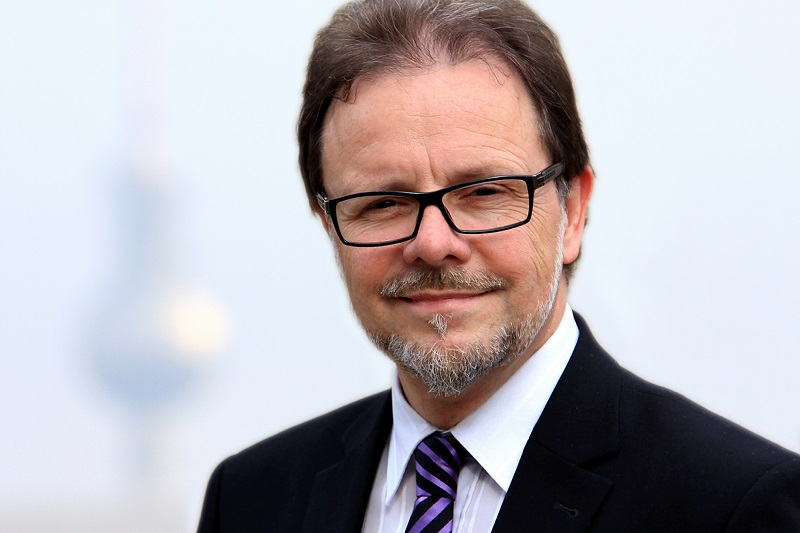
فرانك هاينريش

فرانك هاينريش (بالألمانية: Frank Heinrich) (من مواليد 25 يناير 1964 في مدينة زيجن بألمانيا) وهو دارس لعلم اللاهوت ومربي اجتماعي وسياسي ألماني؛ عضو في البرلمان الألماني البوندستاج عن حزب الاتحاد الديمقراطي المسيحي.

## النشأة والتعليم
وُلد فرانك هاينرش في مدينة زيغن الألمانية، وفي عامه الثالث انتقل مع عائلته الي الجزء الجنوبي من ألمانيا حيث كان والداه يديران داراً للمسنين. بعد إنهائه المرحلة المدرسية وقضاء خدمته المدنية قضى قرابة العام في كندا كطالب في دراسة علم اللاهوت. وعندما عاد إلي ألمانيا أتم دراساته في التربية الاجتماعية وأصبح عضواً في جماعة جيش الخلاص (جماعة مسيحية بروتستانتية) في مدينة فرايبورغ. وحتى عام 1995 كان يرأس خدمة الإرساليات التبشيرية الاجتماعية (مثل إرسالية «الجزيرة» و«بيت العنكبوت») بصفة تتطوعية، وفي عام 1997 تم تعيينه كموظف رسمي في جماعة جيش الخلاص، ليُدير لاحقاً هو وزوجته جماعة جيش الخلاص في مدينة كمنتس الألمانية.
فرانك هاينريش متزوج منذ عام 1987 وهو أب لأربعة أطفال.

## المسارالسياسي
أصبح فرانك هاينريش عضواً في حزب الاتحاد الديمقراطي المسيحي في عام 2007. ترشح للانتخابات البرلمانية الألمانية أعوام 2009 و 2013 و 2017 وحصل فيها على أغلبية من أصوات الناخبين عن دائرة مدينة كيمنتس الانتخابية، ليكون خلال الفترات الانتخابية الثلاث (وحتى الآن) عضواً في الكتلة البرلمانية الموحدة لحزبه الاتحاد الديمقراطي المسيحي مع حزب الاتحاد الاجتماعي المسيحي في البوندستاج (البرلمان الألماني). يَشغَل فرانك هاينريش في كتلته الانتخابية المذكورة منصب نائب رئيس لجنة حقوق الإنسان والإغاثة، وهو بالإضافة إلي ذلك عضو في لجنة التعاون الاقتصادي والتنمية.
يرتكز عمل فرانك هاينريش السياسي في دائرته الانتخابية في مدينة كيمنتس على التعاون الاقتصادي مع قارة أفريقيا، والبنية التحتية، والمساواة الاجتماعية، والأسرة، وحقوق الطفل وعلى مدينة كيمنتس كمركز للتنمية البحثية والعلمية. وبصدد تأسيس علاقات اقتصادية بين مدينة كيمنتس وعدد من المدن الأفريقية قام هاينريش، بالتعاون مع الغرفة التجارية والصناعية في كيمنتس، في عام 2014 بوضع حجر الأساس لمؤتمر “Business meets Africa” (التجارة والأعمال تلتقي أفريقيا) ليصبح منذ حينه حدثاً سنوياً دورياً.
بالإضافة إلي ذلك ينصبّ جزء كبير من عمل هاينريش على مواضيع أفريقيا، والإتجار بالبشر، والحرية الدينية والتعاون الإنمائي، ومن الجدير بالذكر أن فرانك هاينريش هو أحد القلائل الذين صوتوا، في أكتوبر 2010، ضد تمديد عمر المحطات النووية. ومنذ صيف عام 2012 انخرط فرانك جنباً إلي جنب مع اثني عشر عضواً من حزبه في تعزيز المساواة الضريبية لذوي العلاقات الجنسية المثلية في إطار قانون الشراكة المدنية.
تحت مظلة برنامج البرلمان الألماني لكفالة ناشطي حقوق الإنسان، عمِل هاينريش على رفع درجة الوعي بالنشاطات التي يقوم بها الحقوقي الكولومبياني الملاحق «إيفان سيبيدا كاسترو» منذ عام 2014.

## المنشورات
- Frank Heinrich (mit Uwe Heimowski) (2013), Mission: Verantwortung. Von der Heilsarmee in den Bundestag (بالألمانية), Schwarzenfeld: Neufeld Verlag, ISBN:978-3-86256-039-4{{استشهاد}}:  صيانة الاستشهاد: التاريخ والسنة (link)
- Frank Heinrich (2009), Lieben, was das Zeug hält: Wie Gott unser Herz verändert (بالألمانية), Schwarzenfeld: Neufeld Verlag, ISBN:978-3-937896-83-0{{استشهاد}}:  صيانة الاستشهاد: التاريخ والسنة (link)
- Frank Heinrich und Uwe Heimowski (2016), Ich lebe! Ein Plädoyer für die Würde des Menschen (بالألمانية), Neukirchen-Vluyn: Neukirchener Verlagsgesellschaft, ISBN:978-3-7615-6301-4{{استشهاد}}:  صيانة الاستشهاد: التاريخ والسنة (link)

## وصلات خارجية
- Literatur von und über Frank Heinrich im Katalog der Deutschen Nationalbibliothek
- Biographie beim Deutschen Bundestag
- Website von Frank Heinrich
- Frank Heinrich auf abgeordnetenwatch.de